# تشارلز هنري ديتريش
تشارلز هنري ديتريش (بالإنجليزية: Charles Henry Dietrich)‏ هو سياسي أمريكي ينتمي إلى الحزب الجمهوري ولد تشارلز هنري ديتريش في 26 تشرين الثاني - نوفمبر من سنة 1853 في ولاية ألينوي الأمريكية شغل ديتريش منصب حاكم ولاية نبراسكا ما بين يناير من سنة 1901 إلى مايو من نفس السنة توفي تشارلز هنري ديتريش في 24 نيسان - ابريل من سنة 1924 في ولاية نبراسكا الأمريكية.